# Sauviat-sur-Vige
Sauviat-sur-Vige este o comună în departamentul Haute-Vienne din centrul Franței. În 2009 avea o populație de 929 de locuitori.

## Evoluția populației
| An        | 1975  | 1982  | 1990  | 1999  | 2006 | 2009 |
| --------- | ----- | ----- | ----- | ----- | ---- | ---- |
| Populație | 1.164 | 1.205 | 1.129 | 1.044 | 955  | 929  |